# اچ‌دی‌ای ۲۶۸۸۳۵

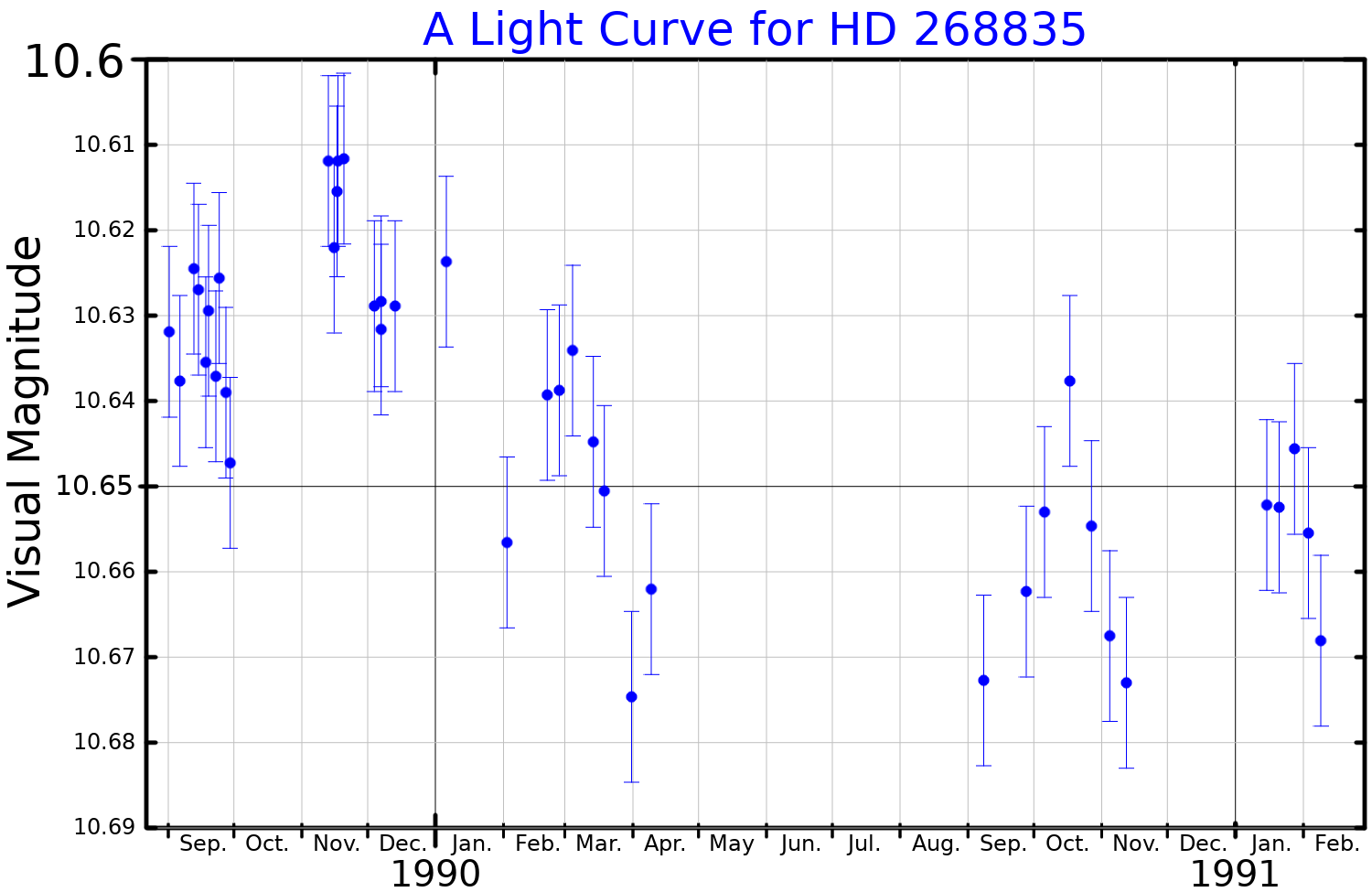
یک منحنی نور از ستاره اچ‌دی‌ای ۲۶۸۸۳۵

اچ‌دی‌ای ۲۶۸۸۳۵ یک ستاره است که در صورت فلکی ماهی زرین قرار دارد.